# Invers multiplicatiu

La funció recíproca: y = ¹⁄_{x}. Per qualsevol x excepte 0, la y representa el seu invers multiplicatiu.

En matemàtiques, l'invers multiplicatiu, recíproc o simplement invers d'un nombre x, expressat com ¹⁄x o x −1, és un nombre que multiplicat per x dona com a resultat 1. L'invers d'una fracció a⁄b és b⁄a. L'invers d'un nombre real consisteix a dividir 1 entre el nombre en qüestió. Per exemple, el recíproc de 5 és un cinquè (¹⁄₅ o 0,2), i el recíproc de 0,25 és 4 (1 dividit per 0,25).